# Xã Richfield, Quận Genesee, Michigan
Xã Richfield (tiếng Anh: Richfield Township) là một xã thuộc quận Genesee, tiểu bang Michigan, Hoa Kỳ. Năm 2010, dân số của xã này là 8.730 người.